# فرانسيسكو لويني
فرانسيسكو لويني (بالإيطالية: Francesco Luoni)‏ (9 أبريل 1988 بفاريزي في إيطاليا - ) هو لاعب كرة قدم إيطالي في مركز الدفاع. لعب مع نادي فاريسي ونادي كومو وCastel Rigone Calcio ‏ وUC AlbinoLeffe ‏.

## وصلات خارجية
- فرانسيسكو لويني على موقع قاعدة بيانات كرة القدم.إي يو (الإنجليزية)
- فرانسيسكو لويني على موقع Soccerway.com (الإنجليزية)